# Jean-Pierre Raffarin
Jean-Pierre Raffarin (Poitiers, 3 agosto 1948) è un politico francese.
È stato Presidente del Consiglio regionale del Poitou-Charentes dal 1988 al 2002 e Ministro delle piccole e medie imprese, del commercio e dell'artigianato nei governi di Alain Juppé, dal 1995 al 1997.
Europarlamentare  prima e senatore poi, è stato Primo ministro francese dal 6 maggio 2002 al 31 maggio 2005 sotto la presidenza di Jacques Chirac, si è dimesso dopo il rifiuto da parte della Francia del referendum sulla bozza della costituzione dell'Unione europea. Tuttavia, dopo che Raffarin si è dimesso, ha affermato che la sua decisione non era basata sull'esito del voto. Sondaggi di opinione a seguito delle sue dimissioni suggerirono che Raffarin era uno dei Primi Ministri meno popolari della Francia da quando la Quinta Repubblica fu istituita nel 1958. Tuttavia, secondo il libro France: 1815-2003, scritto da Martin Evans ed Emmanuel Godwin, Raffarin fu "un primo ministro straordinariamente popolare" nonostante la sua capacità "di affermare l'ovvio e di rendere dichiarazioni vuote"
È stato anche vicepresidente del Senato dal 2011 al 2014.
Quadro storico dell'Unione per un Movimento Popolare (UMP), agisce come capo del partito per alcuni mesi nel 2014. Candidato due volte (nel 2008 e nel 2014) per l'UMP nelle elezioni primarie interne per la presidenza del Senato, è sconfitto da Gérard Larcher. Si dimette da senatore nel 2017.

## Biografia
Nasce a Poitiers, città della Francia centrale. Il padre Jean Raffarin (1914-1996) è stato segretario di Stato all'Agricoltura nel governo di Pierre Mendès France (1954-1955) e sposò Renée Michaud (1917-2014). Dopo aver studiato legge a Parigi presso l'Università Panthéon-Assas, si specializza alla ESCP Europe. Fino all'entrata in politica è titolare di una società di comunicazione. La madre si chiamava

## Carriera politica

### Un uomo della Francia profonda
Liberale, fin da giovane vicino a Valéry Giscard d'Estaing, è deputato europeo dal 1989 al 1995, ministro delle piccole e medie imprese, del commercio e dell'artigianato nel governo di Alain Juppé tra il 1995 ed il 1997. Presidente della Regione Poitou-Charentes dal 1988 al 2002, nel 2002 è uno dei fondatori dell'UMP, nata dalla fusione del Raggruppamento per la Repubblica (RPR) con una parte dell'Unione per la Democrazia Francese (UDF). Ricopre il mandato di senatore dal 24 settembre 1995 al 31 ottobre 1995, dal 21 settembre 1997 al 6 giugno 2002, dal 26 settembre 2004 al 1º novembre 2004 e dal 18 settembre 2005.

### Primo ministro

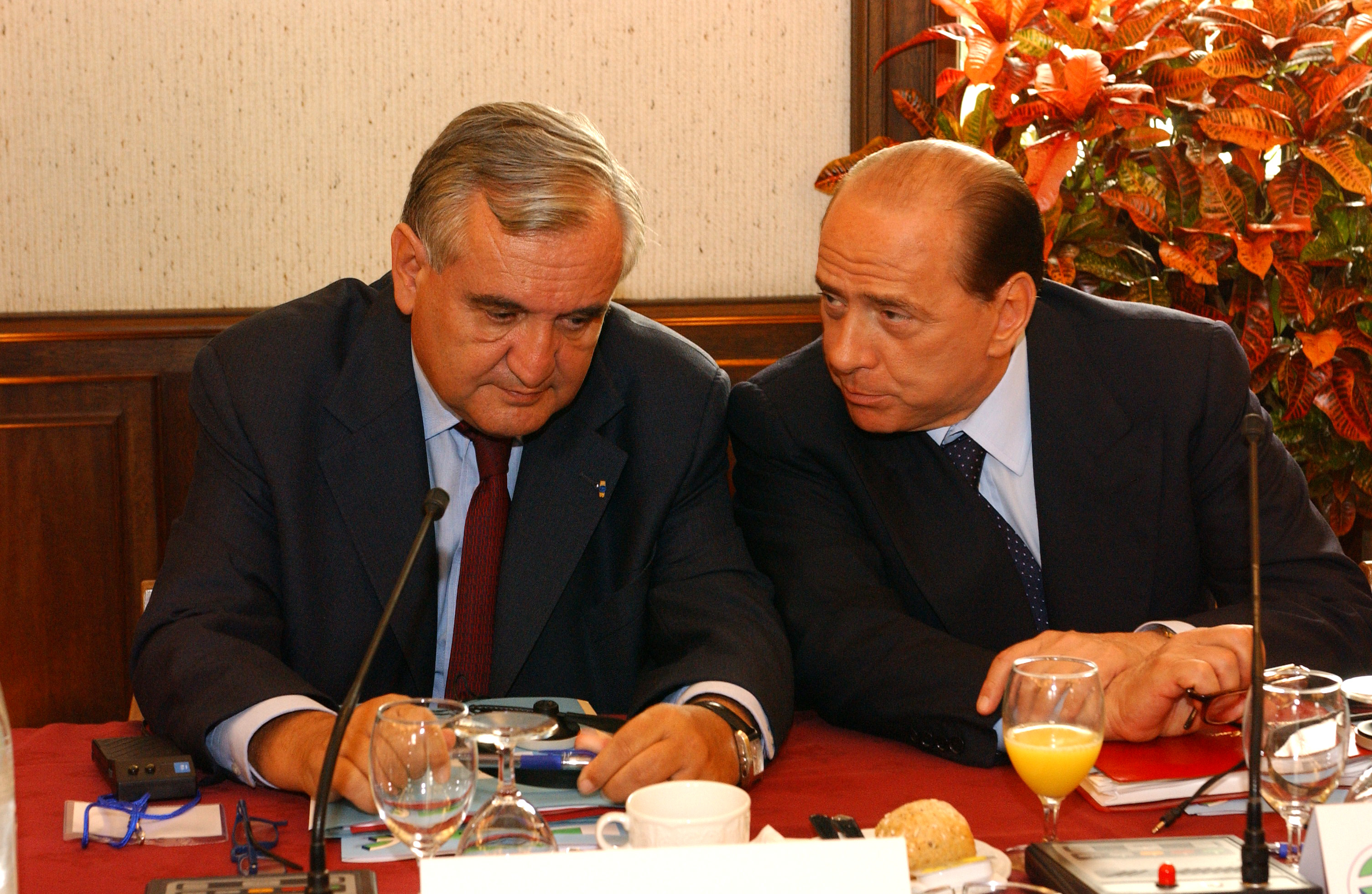
Jean-Pierre Raffarin e Silvio Berlusconi al Summit del PPE il 17 giugno 2004

Il 6 maggio 2002, all'indomani delle elezioni presidenziali, è nominato Primo ministro dal presidente della Repubblica Jacques Chirac appena rieletto. È una nomina che in un primo momento pare del tutto inattesa, dal momento che i candidati più probabili per quell'incarico sembravano Nicolas Sarkozy, François Fillon (entrambi del Raggruppamento per la Repubblica) e Philippe Douste-Blazy dell'Unione per la Democrazia Francese.
Ma la scelta sembra derivare soprattutto dall'apparenza bonaria e alla connotazione meno smaccatamente conservatrice di Raffarin rispetto a Sarkozy. L'ingresso di Jean-Marie Le Pen nel ballottaggio alle presidenziali e il "soprassalto repubblicano" che aveva visto i partiti di sinistra votare compatti per Jacques Chirac, infatti, rendevano inopportuna la nomina di un elemento troppo schierato a destra. È anche probabile che, dopo cinque anni di coabitazione con un Primo ministro socialista, Jacques Chirac sentisse il bisogno di un capo di governo più duttile e meno appariscente, rispetto alla forte personalità di un Sarkozy.
Guida tre governi consecutivi, dal 6 maggio 2002 al 31 maggio 2005. Nell'agosto 2003 subisce i primi attacchi, per via dell'atteggiamento distratto del governo durante la grande ondata di caldo sulla Francia che provocherà 15.000 morti. Nel 2004 è ulteriormente indebolito dai risultati delle elezioni regionali ed europee, insoddisfacenti per l'UMP. Il 31 maggio 2005 si dimette, prendendo su di sé la responsabilità del voto contrario della maggioranza dei francesi al referendum popolare francese sulla ratifica della Costituzione europea. È stato, a detta di molti, il Primo ministro più impopolare della Quinta Repubblica francese, benché a contendergli il poco ambito primato siano in pista anche Raymond Barre e Alain Juppé.

### Senatore e dirigente di partito

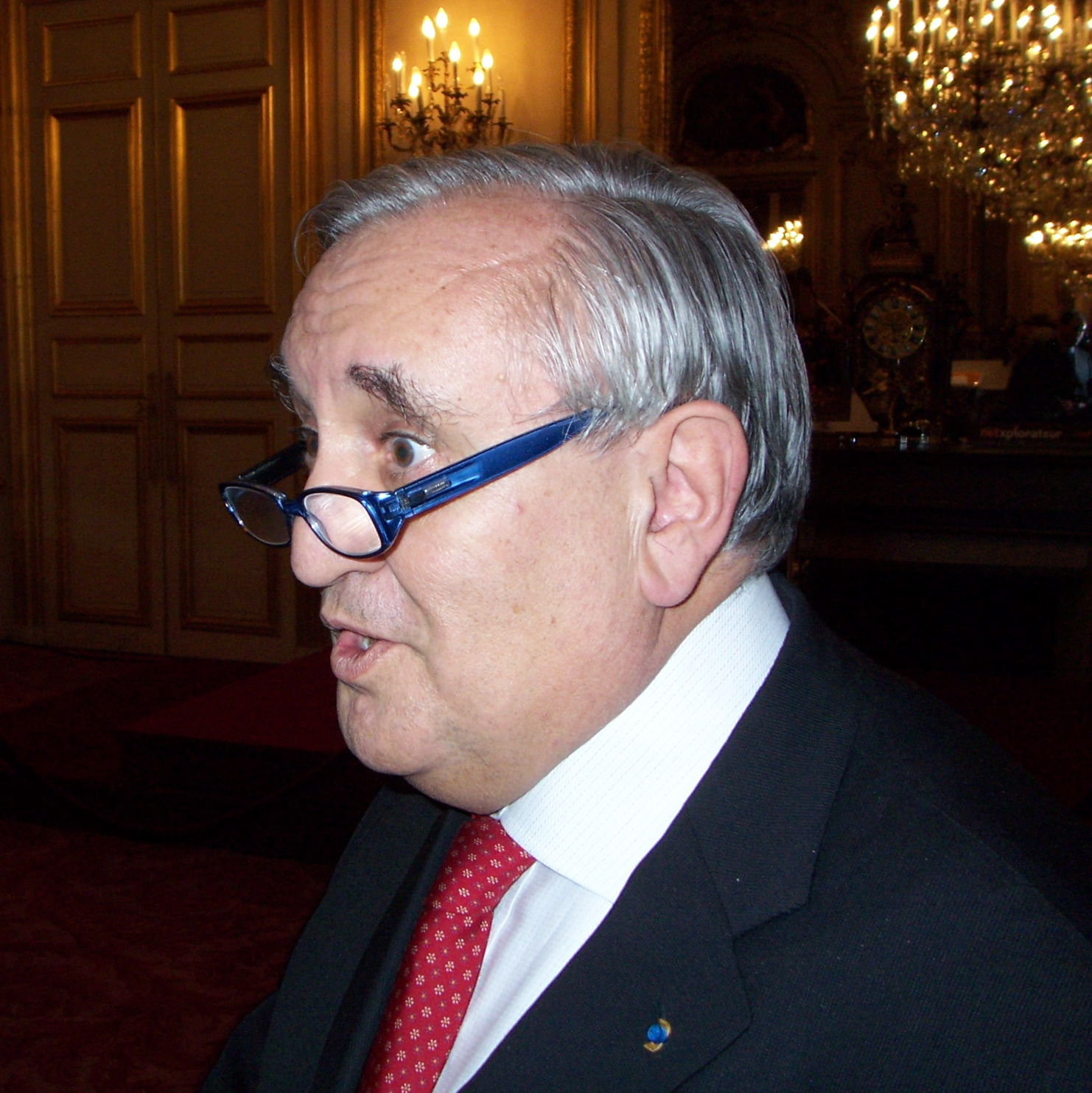
Jean-Pierre Raffarin nelle sale del Senato, 14 febbraio 2008

È eletto senatore il 18 settembre 2005. Si schiera fin dal principio a favore della candidatura di Nicolas Sarkozy alle presidenziali del 2007. La sua candidatura è a lungo considerata come la più accreditata all'elezione alla presidenza dell'UMP (di cui è a lungo primo vicepresidente) vacante dal maggio 2007 dopo l'elezione di Sarkozy. In realtà, l'obiettivo principale di Raffarin era la presidenza del Senato, che si sarebbe resa disponibile il 1º ottobre 2008 a seguito delle elezioni del 21 settembre per il rinnovo di un terzo dei senatori. E tuttavia, il 24 settembre 2008 con 78 voti contro 56 su 152 votanti i senatori dell'UMP indicano come candidato Gérard Larcher, che infatti è eletto presidente il successivo 1º ottobre.
Il 29 marzo 2011 è eletto vice presidente del Senato, in sostituzione di Jean-Claude Gaudin, dimissionario in quanto eletto capogruppo dell'UMP. Rieletto vice presidente dell'Alta assemblea il 5 ottobre 2011, incarico che mantiene fino al 28 settembre 2014.
Dal gennaio 2013 al febbraio 2016 riveste l'incarico (puramente onorifico) di presidente del consiglio nazionale dell'UMP.
Dal 15 giugno 2014, insieme a François Fillon e Alain Juppé è membro di un triumvirato che regge l'UMP fino al congresso straordinario del novembre successivo.
Rieletto senatore il 28 settembre 2014. Il successivo 30 settembre si presenta davanti ai membri del gruppo UMP alle primarie per la candidatura alla presidenza del Senato, ma ha 56 voti ed è battuto da Gérard Larcher che raccoglie sul suo nome 80 suffragi da parte dei suoi colleghi.
Il 9 ottobre 2014 è eletto presidente della commissione Affari esteri, Difesa e Forze armate del Senato.

## Le "raffarinades"
Poco dopo il suo insediamento alla carica di Primo ministro, ha incominciato a circolare nelle redazioni dei giornali e per i corridoi dell'Assemblée Nationale il neologismo "raffarinade", intendendosi con questa espressione certe frasi nello stile di Jean-Perre Raffarin. Ad esempio: "La nostra strada è dritta, ma la pendenza è forte".